# Lehmann (slægt)
 For alternative betydninger, se Lehmann. (Se også artikler, som begynder med Lehmann)
Lehmann er en efter traditionen fra Böhmen stammende slægt.
Præst i Haselau ved Elben Johann Gottlieb Lehmann (1735-1807) var fader til deputeret i Generaltoldkammer- og Kommercekollegiet, konferensråd, dr.phil Martin Christian Gottlieb Lehmann (1775-1856) og til apoteker i Rendsborg Johann Carl Heinrich Lehmann (1780-1860).
Konferensråden var atter fader til politikeren Peter Martin Orla Lehmann (1810-1870), til lægen, professor Georg Carl Heinrich Lehmann (1815-1890), til oberst Wilhelm Otto Waldemar Lehmann (1817-1894) og til amtsforvalter for Aarhus distrikt, medlem af appellationsretten for hertugdømmet Slesvig, konferensråd Eduard Adolf Emilius Lehmann (1821-1887).
De tre sidstnævnte brødre fortsatte slægten. Professoren var fader til Nanna Magdalene Lehmann (1849-1935), der gjorde sig kendt som komponistinde, pianistinde og sangerinde, og som var gift med komponisten, cand.polit. Axel Liebmann (1849-1876), til Carl Frederik Mozart Lehmann (1858-1933), der 1910-17 beklædte stillingen som borgmester for Københavns Magistrats 3. afdeling, og til professor Johannes Edvard Lehmann (1862-1930).
Obersten var fader til professor Alfred Georg Ludvig Lehmann (1858-1921) og til sceneinstruktør ved det kongelige Teater, cand.mag. Julius Martin David Lehmann (1861-1931), der har skrevet og oversat en del dramatiske arbejder. Ovennævnte apoteker var fader til politikeren Theodor Heinrich Wilhelm Lehmann (1824-1862).